# Лакская письменность
Лакская письменность — письменность, используемая для записи лакского языка. За время своего существования функционировала на разных графических основах и неоднократно реформировалась. В настоящее время лакская письменность функционирует на кириллице. В истории лакской письменности выделяются следующие этапы:
- XV век — 1928 год — письменность на основе арабского алфавита
- 1860-е — 1910-е годы — письменность на основе кириллицы (параллельно с арабской)
- 1928—1938 годы — письменность на латинской основе Лакская литература на арабице, латинице и кириллице. Историко-краеведческий музей «Гази-Кумух»

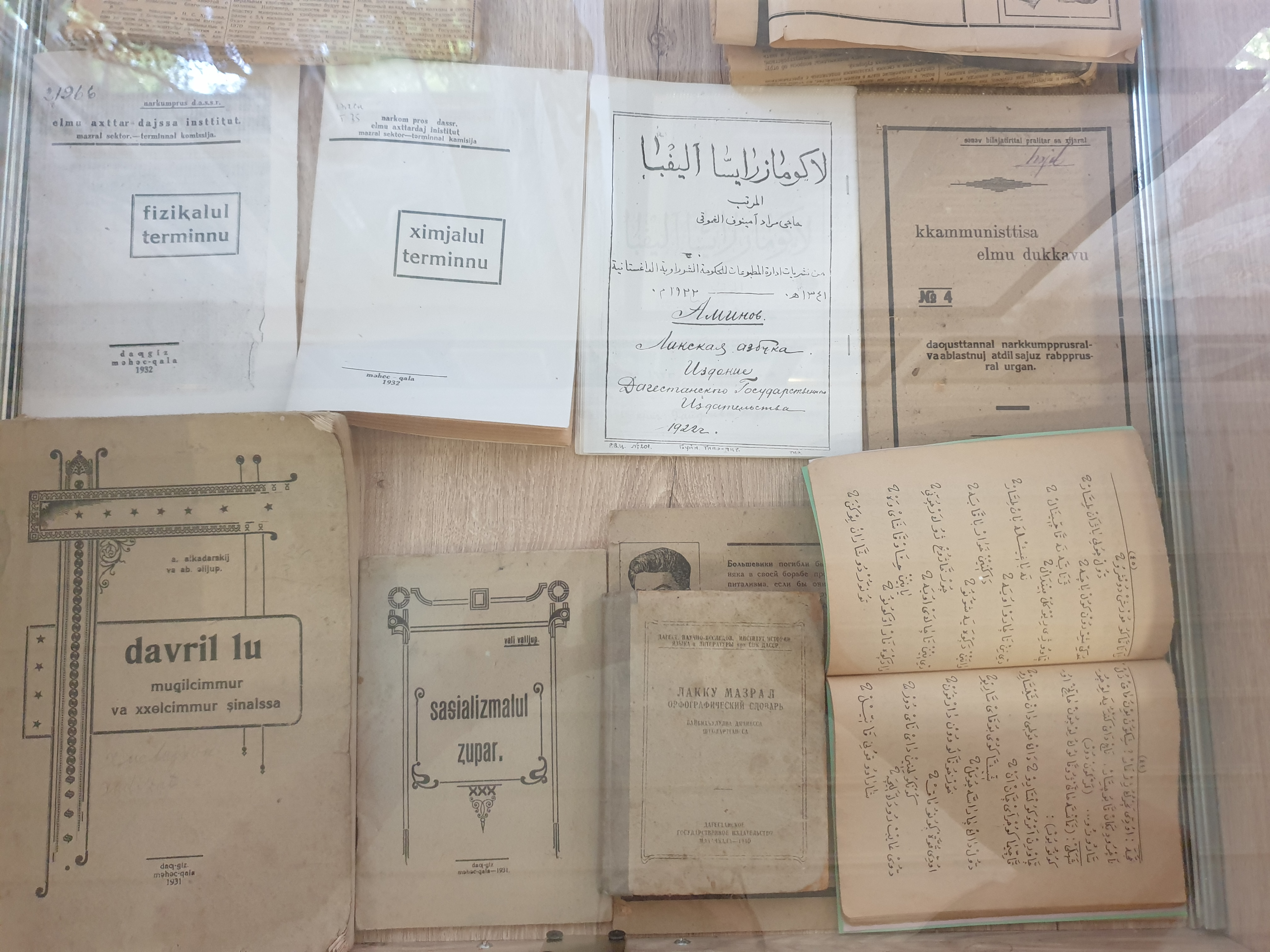
Лакская литература на арабице, латинице и кириллице. Историко-краеведческий музей «Гази-Кумух»

- с 1938 года — современная письменность на основе кириллицы

## Арабский алфавит

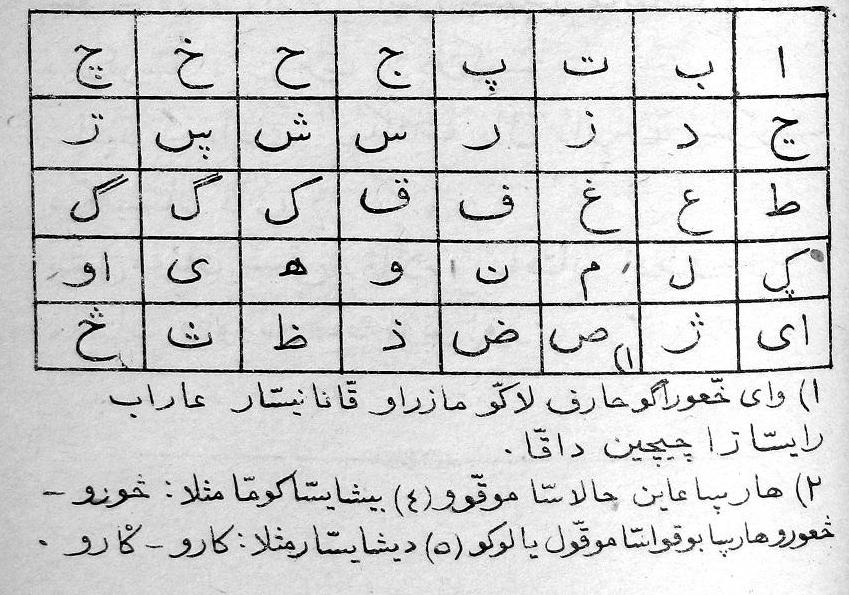
Лакский алфавит на арабской основе. Из букваря 1925 года

Старейшие записи лакских слов арабским письмом, частично модифицированным для записи дагестанских языков (аджамом), датируются концом XV века. Так, на смеси арабского и лакского языков написана долговая запись в арабоязычной рукописи «ал-Кафийа», переписанной Абдурахманом, сыном Мухаммеда аз-Зирихгарани в 1490—1491 годах. Им же в рукописи «Китаб ал-куттаб» (1499) записано около 200 лакских слов. В конце XVII—XVIII веках лакский язык уже активно использовался для записей больших текстов (например, перевод исторического труда «Дербенд-наме».

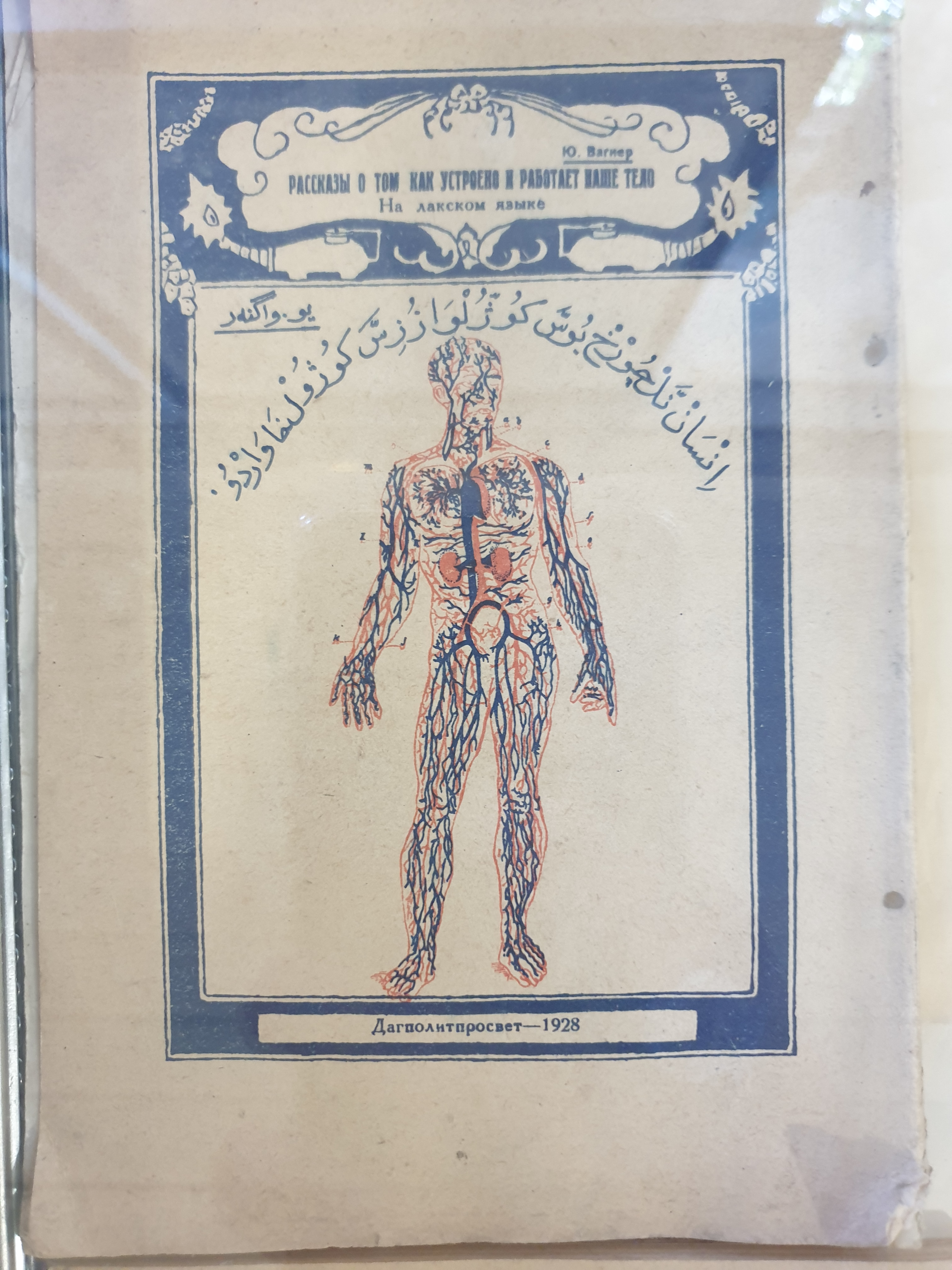
Учебник по анатомии Юрия Вагнера на лакском языке на арабице

В начале XX века, благодаря открытию в Темир-Хан-Шуре мусульманской типографии, началось применение лакской письменности на арабской основе в деле книгопечатания. В 1912 году в Санкт-Петербурге С. И. Габиев стал издавать первую лакскую газету — «Заря Дагестана».
В 1918 году лакский алфавит на арабской основе был реформирован и приближен к нуждам лакской фонетики. В 1920-е годы на нём шло активное издание книг и газет, он преподавался в школах.

## Алфавит Услара

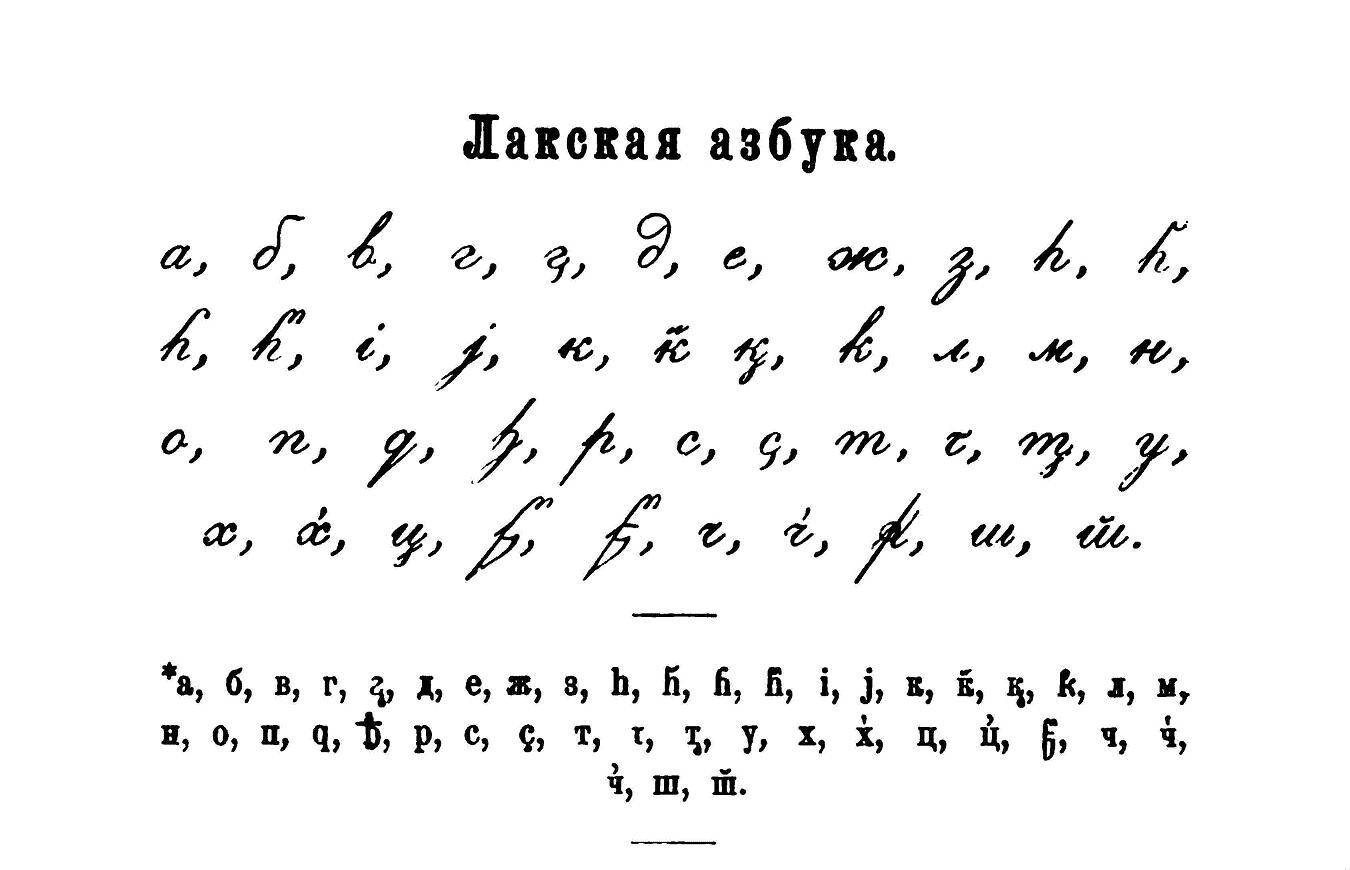
Лакская азбука П. К. Услара

В 1860-е годы, после присоединения Дагестана к Российской империи, этнографом и лингвистом П. К. Усларом была составлена первая лакская грамматика (напечатана в 1890 году). В этой грамматике был использован модифицированный кириллический алфавит с добавлением нескольких латинских и грузинских букв. В 1865 году на этом алфавите в Тифлисе была издана книга «Казикумыкская азбука», а затем в 1865—1867 годах ещё 2 книги — «Вода, воздух и их видоизменения» и «Арифметика». С 1866 года алфавит Услара стал преподаваться в первых светских лакских школах (Кумух и др.), но широкого распространения этот алфавит не получил и постепенно вышел из употребления.

## Латинский алфавит

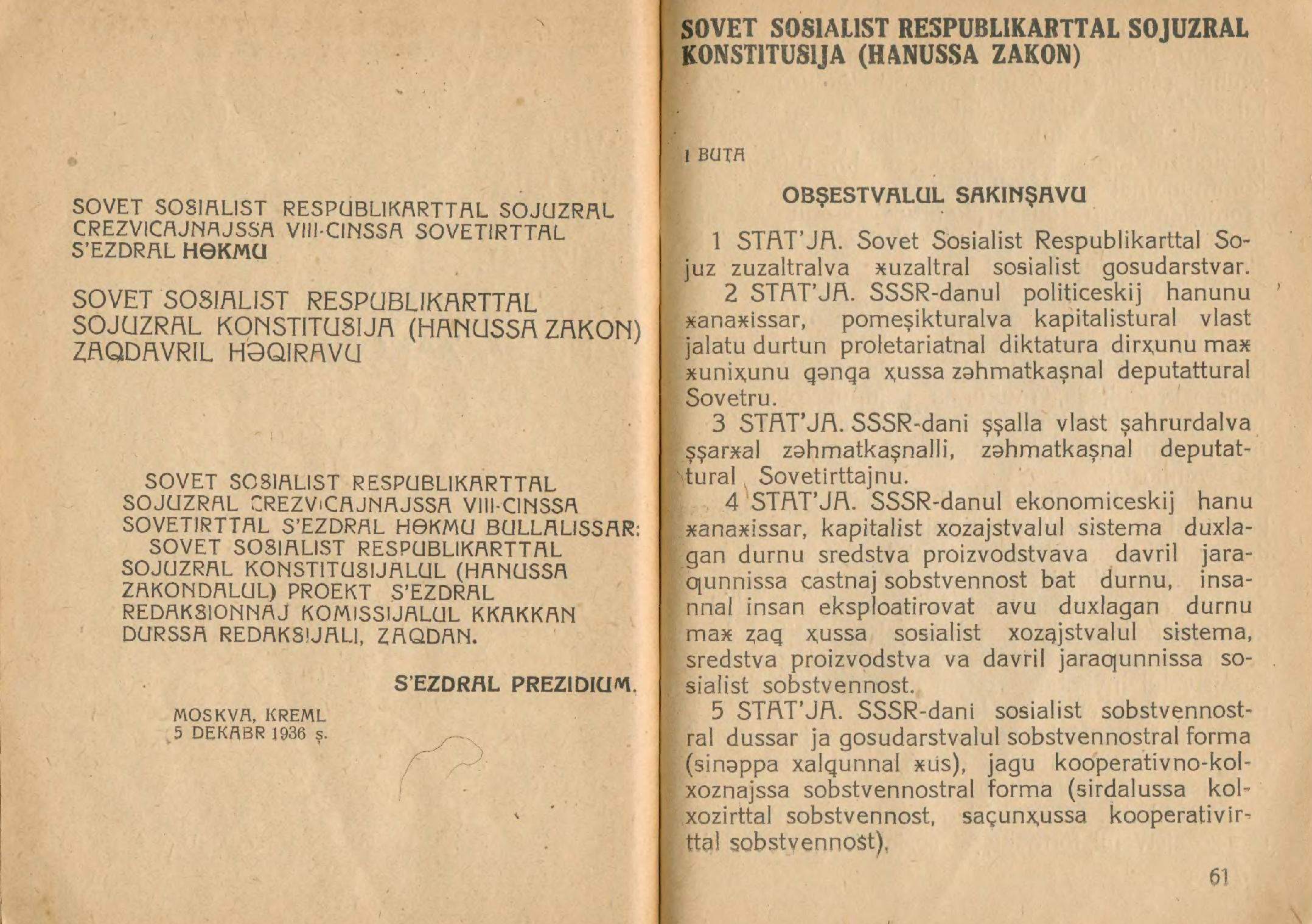
Конституция СССР на лакской латинице

В 1923 году на конференции мусульманских народов в Пятигорске был поднят вопрос о переходе дагестанских языков на латинский алфавит. Однако тогда этот вопрос был признан преждевременным. Вновь он был поднят в 1926 году. В феврале 1928 года 2-й объединённый пленум обкома и Совнаркома Дагестанской АССР поставил задачу разработать латинизированные алфавиты для народов республики, в том числе и для лакцев. В том же году алфавит был составлен и утверждён. Согласно постановлению ЦИК Дагестанской АССР с 1 октября 1930 года латинизированный лакский алфавит становился единственным допустимым к использованию во всех официальных сферах. Авторами латинизированного алфавита были Г. А. Гаджибеков, Л. И. Жирков, А. Шамхалов и Н. Ф. Яковлев.
Первый вариант лакского латинизированного алфавит не имел заглавных букв и выглядел так: a, b, c, , d, e, ә, g, ƣ, h, ħ, ⱨ, i, j, k, ⱪ, l, m, n, o, ө, p, , q, ꝗ, r, s, ş, ꞩ, t, , u, v, x, , , z, ⱬ, ƶ, ’. В 1930 году на I Дагестанской орфографической конференции для лакского языка были разработаны основы правописания, а в 1932 году проведена реформа алфавита — введены заглавные буквы и буквы F f, Ç ç, исключены буквы , ⱨ, ħ. В результате алфавит принял следующий вид:
| A a | B b | C c | Ç ç | D d | E e | Ә ә | F f | G g | Ƣ ƣ |
| H h | I i | J j | K k | Ⱪ ⱪ | L l | M m | N n | O o | Ө ө |
| P p |     | Q q | Ꝗ ꝗ | R r | S s | Ş ş | Ꞩ ꞩ | T t |     |
| U u | V v | X x | Ҳ ҳ | Ӿ ӿ | Z z | Ⱬ ⱬ | Ƶ ƶ | '   |     |

Этот алфавит использовался до 1938 года.

## Современный алфавит
В конце 1930-х годов в СССР начался процесс перевода письменностей на кириллицу. В ходе этого процесса 5 января 1938 года бюро Дагестанского обкома ВКП(б) постановило перевести на кириллицу и алфавиты народов Дагестана. 8 февраля это решение было утверждено ЦК Дагестанской АССР. 12 февраля новый лакский алфавит был опубликован в газете «Дагестанская правда». Опубликованный алфавит содержал все буквы русского алфавита кроме ё, а также дополнительные диграфы Гъ гъ, Гь гь, ГӀ гӀ, Къ къ, Кь кь, КӀ кӀ, ПӀ пӀ, ТӀ тӀ, Хъ хъ, Хь хь, ХӀ хӀ, ЦӀ цӀ, ЧӀ чӀ.
После некоторой модификации лакский кириллический алфавит принял современный вид:
| А а | Аь аь | Б б   | В в   | Г г       | Гъ гъ | Гь гь | Д д   | Е е | Ё ё   | Ж ж   |
| З з | И и   | Й й   | К к   | Къ къ     | Кк кк | Кь кь | КӀ кӀ | Л л | М м   | Н н   |
| О о | Оь оь | П п   | Пп пп | ПӀ пӀ     | Р р   | С с   | Сс сс | Т т | Тт тт | ТӀ тӀ |
| У у | Ф ф   | Х х   | Хх хх | Хьхь хьхь | Хъ хъ | Хь хь | ХӀ хӀ | Ц ц | Цц цц | ЦӀ цӀ |
| Ч ч | Чч чч | ЧӀ чӀ | Ш ш   | Щ щ       | Ъ ъ   | Ы ы   | Ь ь   | Э э | Ю ю   | Я я   |

Буква Аь аь обозначает широкий негубной гласный переднего ряда, Гъ гъ — увулярный звонкий спирант, Гь гь — ларингальный глухой /h/, Къ къ — увулярный смычный придыхательный /к/, Кк кк — геминированный /к/, Кь кь — увулярный смычно-гортанный /к/, КӀ кӀ — смычно-гортанный, Оь оь — широкий губной переднего ряда, Пп пп — геминированный /п/, ПӀ пӀ — смычно-гортанный /п/, Сс сс — геминированный /с/, Тт тт — геминированный /т/, ТӀ тӀ — смычно-гортанный /т/, Хх хх — геминированный /х/, Хьхь хьхь — геминированный /хь/, Хъ хъ — увулярная глухая придыхательная аффриката /х/, Хь хь — среднеязычный глухой спирант, ХӀ хӀ — ларингальный глухой спирант, Цц цц — геминированный /ц/, ЦӀ цӀ — смычно-гортанный свистящий /ц/, Чч чч — геминированный /ч/, ЧӀ чӀ — смычно-гортанная шипящая дорсальная аффриката /ч/, ъ — гортанная смычка (кроме заимствований из русского языка).

## Таблица соответствия алфавитов
Составлено по,
| Современный алфавит | Латиница 1930-е | Арабский | МФА      |
| ------------------- | --------------- | -------- | -------- |
| А а                 | A a             | آ        | [a]      |
| Аь аь               | Ә ә             | أ        |          |
| Б б                 | B b             | ب        | [b]      |
| В в                 | V v             | و        | [w]~[β]  |
| Г г                 | G g             | گ        | [g]      |
| Гъ гъ               | Ƣ ƣ             | غ        | [ʁ]      |
| Гь гь               | H h             | ه        | [h]      |
| Д д                 | D d             | د        | [d]      |
| Е е                 | e, Je je        | اه       | [e]      |
| Ё ё                 | Jo jo           | -        |          |
| Ж ж                 | Ƶ ƶ             | ژ        | [ʒ]      |
| З з                 | Z z             | ز        | [z]      |
| И и                 | I i             | اى       | [i]      |
| Й й                 | J j             | ي        | [j]      |
| К к                 | K k             | ک        | [k]      |
| Къ къ               | Q q             | ڠ        | [q:]     |
| Кк кк               | Kk kk           | کک       | [k:]     |
| Кь кь               | Ꝗ ꝗ             | ق        | [q']     |
| КӀ кӀ               | Ⱪ ⱪ             | ګ        | [k']     |
| Л л                 | L l             | ل        | [l]      |
| М м                 | M m             | م        | [m]      |
| Н н                 | N n             | ن        | [n]      |
| О о                 | O o             | اٶ       | [o]      |
| Оь оь               | Ө ө             | اۊ       | [oˤ]~[ö] |
| П п                 | P p             | پ        | [p]      |
| Пп пп               | Pp pp           | پپ       | [p:]     |
| ПӀ пӀ               | Ҏ ҏ             | ڢ        | [p']     |
| Р р                 | R r             | ر        | [r]      |
| С с                 | S s             | س        | [s]      |
| Сс сс               | Ss ss           | سس       | [s:]     |
| Т т                 | T t             | ت        | [t]      |
| Тт тт               | Tt tt           | تت       | [t:]     |
| ТӀ тӀ               | T̨ t̨             | ط        | [t']     |
| У у                 | U u             | او       | [u]      |
| Ф ф                 | F f             |          |          |
| Х х                 | X x             | خ        | [χ]      |
| Хх хх               | Xx xx           | خخ       | [χ:]     |
| Хъ хъ               | Ӿ ӿ             | څ        | [q]      |
| Хь хь               | Ҳ ҳ             | ݤ        | [x]      |
| Хьхь хьхь           | Ҳҳ ҳҳ           | ݤݤ       | [x:]     |
| ХӀ хӀ               | ħ               | ح        | [ħ]      |
| Ц ц                 | S̷ s̷             | ڝ        | [ʦ]      |
| Цц цц               | S̷s̷ s̷s̷           | ڝڝ       | [ʦ:]     |
| ЦӀ цӀ               | Ⱬ ⱬ             | ڗ        | [ʦ']     |
| Ч ч                 | C c             | چ        | [ʧ]      |
| Чч чч               | Cc cc           | چچ       | [ʧ:]     |
| ЧӀ чӀ               | Ç ç             | ج        | [ʧ']     |
| Ш ш                 | Ş ş             | ش        | [ʃ]      |
| Щ щ                 | Şc şc           | -        | [ʃʷ]     |
| Ъ ъ                 | ’               | -        | [ʔ]      |
| Ы ы                 | -               | -        |          |
| Ь ь                 | -               | -        |          |
| Э э                 | E e             | اه       |          |
| Ю ю                 | Ju ju, Ө ө      | اۊ       |          |
| Я я                 | Ja ja, Ә ә      | أ        |          |
| -                   | ⱨ               | ع        |          |
| -                   | є               | ڃ        |          |